# Новите философи
Новите философи (на френски: les nouveaux philosophes) е название, под което няколко френски философи добиват известност за кратко през 70-те години на ХХ в. Тяхното обединяване е главно медиен ефект, дължащ се на някои сходства в идеите, които те застъпват. Сближаването им е и биографично, доколкото повечето от тях преживяват разочарование от лявата идеология и се обръщат в нейни критици. Имената на най-често упоменаваните нови философи са тези на Бернар-Анри Леви, Андре Глюксман, Кристиан Жамбе и Ги Лардро. Нито историческите събития в Европа през следващото десетилетие, нито собственото им философско развитие не допринасят за преутвърждаване на някаква тяхна особена значимост.

## История на явлението
Връщането към статуквото след събитията от май 68 г., дискредитирането на културната революция и ефектът от книгите на Александър Солженицин са три независими фактора, поради които левите идеи губят поддръжници във Франция от началото на 70-те години. За широката публика появата на философи, които главно критикуват властването и идеологиите му, без да предлагат познатите алтернативи, е новост. Особено впечатляваща изглежда острата критика на комунистическата идеология, с която се легитимират режимите в източноевропейския блок. Названието 'нови философи' идва спонтанно след 'новия роман' в литературата през 50-те и 'новата вълна' в киното през 60-те. Една от първите му маркиращи употреби е във в-к Ле Нувел Литерер, където през юни 1976 Б. А. Леви го използва в надслова за серия от интервюта с негови сподвижници. През май 1977 г. Бернар Пиво кани в своето телевизионно предаване Б.-А. Леви и А. Глюксман, за да дебатират въпроса: „Новите философи леви ли са или са десни?“

## Основни теми
Проблематиката, която основно се разглежда от новите философи, е свързана с политиката и нейните метафизически проекции. Рационалното мислене изглежда е винаги структурирано, а всяка структура е въплъщение на ограничение и сила. Добре известна е апологията на държавата от Платон до Хегел, но за тях Маркс и структуралисткият му прочит от Алтюсер също се оказват съпричастни с онова, което предполагаемо критикуват. Към тази деконструктивна критика новите философи често присъединяват свои предложения за връщане към спиритуализъм, хедонизъм и практицизъм.

## Критика
Липсата на оригиналност и повърхностните анализи, които новите философи предлагат, според техните критици обясняват успеха им
пред широката публика. Срещу тях особено остро се изказва Жил Дельоз , докато Мишел Фуко и Жан-Франсоа Лиотар полагат усилия да се отграничат.

## Кратка библиография
- Bernard-Henri Levy:
  - La Barbarie a visage humain, Grasset[2] 1977.
  - Le Testament de Dieu, Grasset, 1979.
- Andre Glucksmann:
  - La Cuisinière et le Mangeur d'Hommes – Réflexions sur l'Etat, le marxisme et les camps de concentration, Seuil, 1975.
  - Les Maitres penseurs, Grasset, 1977.
- Christian Jambet et Guy Lardreau:
  - L'Ange, Grasset, 1976.

Като 'нови философи' се споменават и: Jean-Marie Benoist, Jean-Paul Dollé, Michel Guérin, Francoise Lévy, Philippe Némo, Alain Finkielkraut, Claude Gandelman, Gilles Susong; някои от тях, напр. Ф. Немо и М. Герен много бързо са се десолидаризарали с названието.